# Dans la peau d'un noir
Cet article concerne le livre américain de 1961. Pour le film tiré du livre, voir Dans la peau d'un noir (film). Pour le documentaire français de 2007, voir Dans la peau d'un noir (documentaire).
 (mai 2023).
Si vous disposez d'ouvrages ou d'articles de référence ou si vous connaissez des sites web de qualité traitant du thème abordé ici, merci de compléter l'article en donnant les références utiles à sa vérifiabilité et en les liant à la section « Notes et références ».
En pratique : Quelles sources sont attendues ? Comment ajouter mes sources ?
Dans la peau d'un noir (titre original : Black Like Me, « noir comme moi ») est un récit autobiographique écrit entre le 28 octobre 1959 et le 17 août 1960 par John Howard Griffin, écrivain et journaliste américain, publié en 1961 aux États-Unis et en 1962 en France. 
Ce livre rend compte d'une expérience menée par Griffin, blanc du Texas, vivant pendant six semaines grimé en afro-américain, dans le but de connaître la réalité de l'existence d'un noir dans le sud des États-Unis.

## Origines du livre

### Contexte historique
Pour des raisons historiques liées à la traite des noirs et à la persistance des États du Sud à maintenir l'esclavage, le sort des Afro-Américains y était plus précaire qu'ailleurs aux États-Unis. L'écrivain Richard Wright en donne deux témoignages dans Black Boy et dans Une faim d'égalité. Bien des années après que l'esclavage a été aboli, la vie dans les États du Sud pour un afro-américain se caractérisait par la ségrégation qui faisait de lui un citoyen de seconde zone.
C'est à la lecture d'un rapport sur le taux de suicide des afro-américains dans le Sud, plus élevé qu'ailleurs, et au constat selon lequel « ils avaient atteint le stade où peu leur importait de vivre ou de mourir » que Griffin mûrit l'idée de se déguiser en noir.

### Procédé
Griffin va faire appel à plusieurs médecins dans sa transformation, et un en particulier va l'aider en lui prescrivant des médicaments d'habitude prescrits en cas de vitiligo (l'Oxsoralen). Ensuite, il va subir des séances de rayons afin de compléter l'effet du traitement. Enfin, il va faire usage d'un colorant à appliquer directement sur la peau. Pour faire plus vrai, il va se raser le crâne.
Concernant l'Oxsoralen, une rumeur courut selon laquelle elle aurait occasionné chez lui un cancer mortel de la peau. Il n'en est rien et les seuls symptômes que l'on pourrait imputer au traitement subi sont des nausées et de la fatigue.
Outre des démarches pour noircir son épiderme, Griffin va prendre la précaution de prévenir le FBI et également de rechercher le soutien du magazine à destination des afro-américains : Sepia, auquel il offrira l'exclusivité de son expérience, malgré tous les risques que cela peut comporter. Le livre est donc d'abord un reportage journalistique.
Enfin, pour des raisons évidentes de sécurité mais également afin de rendre son expérience authentique, il va prendre la décision de se couper complètement des siens, hormis un appel téléphonique dans une cabine passé au cours de l'expérience.

## Le livre
Nombre de pages pour l'édition française  : 271 pages dont 249 attribuées à l'histoire.

### Forme
Le livre se présente sous la forme d'un journal de bord, tenu jour après jour, sans que la régularité soit parfaite. John Howard Griffin en trouva le titre, Black like me, à partir d'un passage d'une poésie de Langston Hughes intitulée Dream Variations :
Rest at pale evening...

A tall slim tree...
— Langston Hughes, Dream Variations
Il alterne des descriptions et des dialogues restitués avec des réflexions sur la situation des Afro-Américains.

### Contenu de l'expérience
Au cours de son voyage, John Howard Griffin décide de conserver son nom et de ne changer que sa couleur. Emportant quelques affaires avec lui, il va, partant de La Nouvelle-Orléans, traverser cinq États différents qui ont pour particularité de pratiquer la ségrégation envers les noirs. L'actualité guidera parfois son périple, en particulier une affaire de lynchage qui fut jugée de manière inique: le grand jury du comté de Pearl River où eut lieu le lynchage de Charles Mack Packer refusa d'inculper les auteurs, désignés pourtant par une enquête du FBI.

#### Deux mondes séparés
Un des premiers points marquants du récit est la séparation tant physique que mentale qui existe entre le noir et le blanc. Ils ne fréquentent pas les mêmes lieux, ont des places déterminées dans les bus, mais ont leurs codes respectifs. Un noir ne parlera pas à un blanc franchement, sachant les risques qu'il peut courir, et sachant également quelle opinion il a de lui. Pareillement, un blanc ne pourra pas se faire accepter facilement sachant quel traitement les blancs infligent aux noirs. Les deux mondes ne se côtoient donc jamais frontalement. Cette césure favorise les préjugés entre les deux types d'hommes.

#### Promiscuité de l'existence du noir
Griffin l'a expérimenté tout le long : pour un noir, aller au cabinet, se nourrir ou se loger devient une gageure. Tout lui est rendu difficile. Il doit se rendre dans des lieux qui lui sont réservés et qui sont en général rares. Par ailleurs, Griffin est frappé par l'extrême pauvreté, jusqu'alors habitué au confort dont jouissent les blancs.
De cette promiscuité dans laquelle vivent les noirs, les blancs vont tirer leurs préjugés : les noirs aimeraient vivre dans la misère, ils ne paient pas d'impôts et n'ont par là aucun droit, ils sont lubriques, etc. Pour Griffin, tout cela provient de la condition des noirs, réduits à n'avoir aucune perspective et n'ayant comme seuls plaisirs que ceux du corps. Par ailleurs Griffin nous dépeint des noirs soucieux de l'avenir, instruits parfois, désireux d'aller de l'avant. Il le dit souvent, la « racaille » blanche vaut la « racaille » noire. La ligne de démarcation n'est pas raciale.

#### Sexualité du noir: un préjugé qui frise l'obsession
Alors que l'Amérique dans laquelle Griffin évolue et voyage est puritaine, particulièrement concernant les choses du sexe, les blancs qu'il croise n'hésitent pas à lui parler de ce sujet, non sans perversité. Pour eux, le noir, plus proche de la bête que de l'humain, a une sexualité débridée, cliché semblable à celui du noir au sexe proéminent. Plus que cela, on n'hésite pas à parler avec le noir de sexualité, et même de sa sexualité, comme s'il n'appartenait pas au genre humain. Par ailleurs, ces clichés sortent souvent dans le livre de la bouche de personnes ayant rendu service au Griffin noir, c'est-à-dire n'ayant pas d'hostilité franche à son égard, ce qui souligne la force du préjugé, qui va bien au-delà d'une question de haine.
Parallèlement à cela, les hommes blancs, si soucieux de protéger leur intégrité raciale et d'empêcher les hommes noirs d'avoir des relations avec "leurs" femmes blanches, n'ont aucun problème à aller eux-mêmes coucher avec des femmes noires: Griffin peut voir, dans des toilettes réservées aux noirs, une affiche proposant à des femmes noires de coucher avec des hommes blancs contre rémunération dégressive par rapport à l'âge, les prix les plus élevés étant obtenus pour des jeunes filles prépubères. D'autres encore lui avouent franchement et de manière éhontée qu'il couchent avec les femmes noires qu'ils emploient, n'hésitant pas à les menacer de licenciement.

#### Discriminations insidieuses
Griffin remarque rapidement à quel point les discriminations dont sont victimes les noirs sont insidieuses. Des commerçants blancs peuvent très bien commercer avec les noirs, ils n'en sont pas moins racistes ou méprisants. Autre fait notable quoique moins grave, un homme peut très bien vous sourire ou prendre votre parti, il n'en est pas moins paternaliste. La discrimination dans les relations humaines se fait majoritairement par une ambiance diffuse dans laquelle le noir est traité inégalement avec des apparences d'égalité. Cela renforce la thèse de Griffin selon laquelle il faut être noir pour le vivre et le voir.

#### Au-delà du simplisme ou de l'angélisme
Griffin ne tombe pas dans le manichéisme. D'ailleurs, il a pu réaliser son expérience grâce au directeur de Sepia (magazine pour les afro-américains), ce directeur étant pourtant un homme de couleur blanche. La question est donc celle de l'égalité, qui n'est pas une question raciale mais une question politique. Des hommes de bonne volonté tant blancs que noirs sont dépeints dans le livre. De ce constat naît l'espoir d'un changement.

## Au-delà du livre

### Conséquences du livre
John H. Griffin fut victime de menaces de mort et il fut pendu en effigie sur un feu de circulation. Cela n'empêcha pas Griffin de recueillir un succès international grâce à son livre et à devenir un des membres du mouvement des droits civiques ainsi qu'un militant des droits de l'homme.
Günter Wallraff a réalisé une expérience similaire en RFA au milieu des années 1980 pour écrire son livre Tête de turc (titre original : Ganz Unten).
Marc Boulet a également mené une enquête comparable en 1994 en se transformant en mendiant indien. Son témoignage a fait l'objet d'un livre : Dans la peau d'un intouchable (Seuil, 1994).

### Le film
Le livre fut adapté au cinéma en 1964.
En 1969, Tynis Khansovitch Kask (ru) en réalisa une adaptation en URSS, avec pour titre Noir comme moi (ru)